# Grevillea monslacana
Grevillea monslacana är en tvåhjärtbladig växtart som beskrevs av W. Molyneux & V. Stajsic. Grevillea monslacana ingår i släktet Grevillea och familjen Proteaceae. Inga underarter finns listade i Catalogue of Life.